# Монастырь Сихэстрия
Монастырь Сихэстрия (рум. Mănăstirea Sihăstria, с рум. — «пустынь») в честь Рождества Пресвятой Богородицы, также монастырь Сихэстрия-Секулуй (рум. Mănăstirea Sihăstria Secului, с рум. — «Секульская пустынь») и монастырь Сихэстрия-Нямцулуй (рум. Mănăstirea Sihăstria Neamțului, с рум. — «Нямецкая пустынь») — мужской монастырь Ясской архиепископии Румынской православной церкви в Нямецком жудеце.

## История
Монастырь основан в 1655 году митрополитом Молдавским Гедеоном Хушским в месте, носившем название «поляна Афанасия». Первыми насельники были семь отшельников из Нямецкого монастыря. К началу XVIII века обитель практически лежала в руинах, из-за частых набегов татар. В 1734 году епископ Романский Гедеон строит в скиту новую церковь и подчиняет его Секульскому монастырю.
В 1821 году Сихэстрия оказывается в эпицентре боёв между турками и «Филики Этерия», окончившихся разграблением и частичным сожжением скита. В 1824 году при поддержке митрополита Вениамина (Костаки) начинается восстановление обители. В следующие два года под руководством Николая Чернеского из Ботошан престроена главная церковь, колокольня, келейный корпус на юге, стена и надвратная башня. В 1837 году построена зимняя церковь во имя святых богоотец Иоакима и Анны, а также келейные корпуса на востоке и севере. В 1842 году построен фонтан.
В 1941 году обитель страдает от пожара. Престарелый протосингел Иоанникий (Морой) был уже стар и болен, поэтому управление монастырём было поручено монаху Клеопе (Илие) (в 2024 году прославлен в лике святых). С помощью Нямецкой лавры до 1944 года были построена два келейных корпуса, а к 1946 году — новая зимняя церковь. Восстановление главного храма продолжалось до 1988 года.
В 1994 году братия монастыря насчитывала почти 140 человек. До 1999 года построена новая большая церковь во имя святой Феодоры из Сихлы.

## Храмы

### Церковь Рождества Пресвятой Богородицы

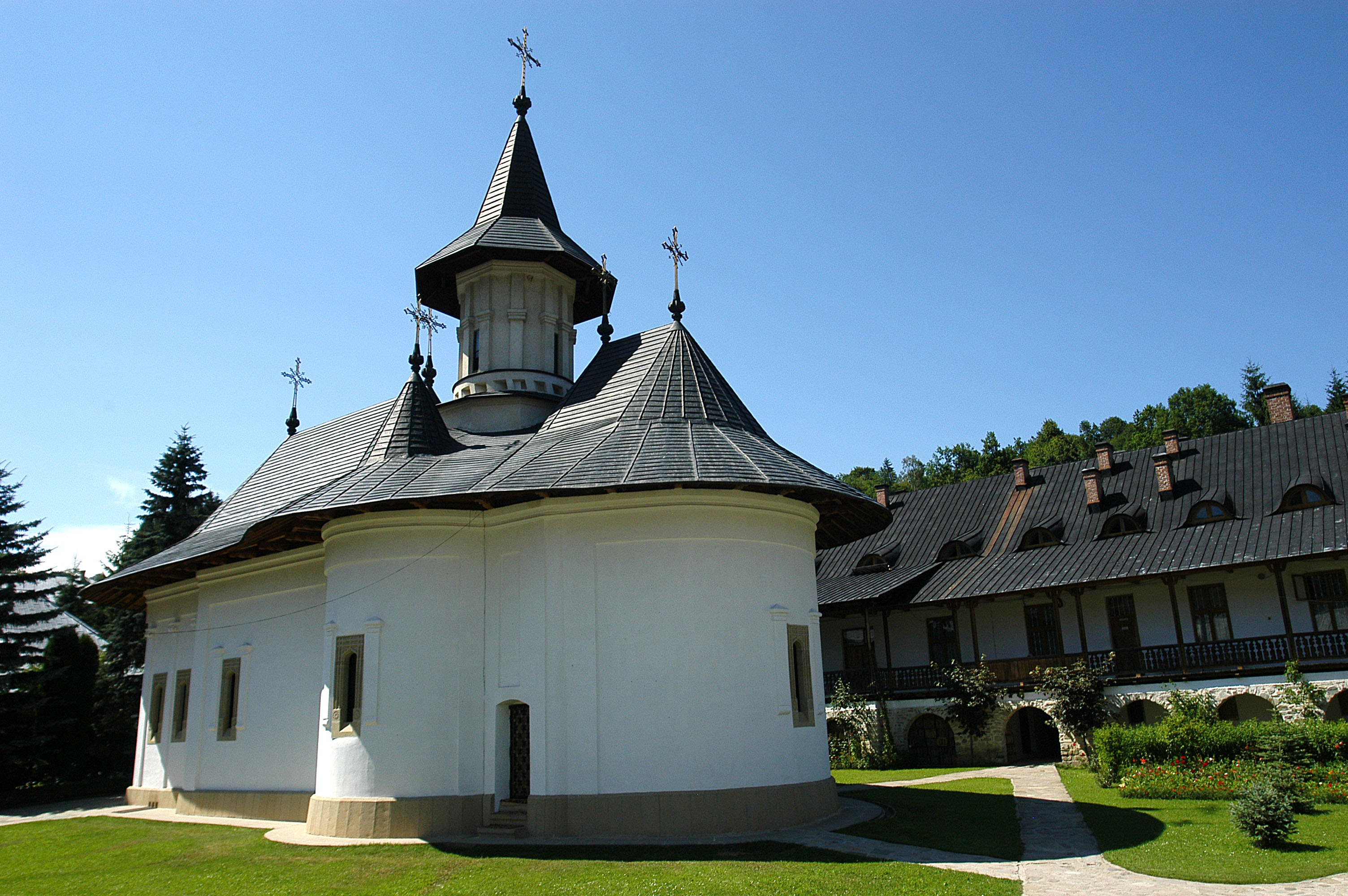

Главный храм монастыря. Построен в классическом молдавском стиле. В плане — триконх. Длина снаружи составляет 21,5 м, ширина — 11 м, высота с башней — 20 м. Притвор с западной стороны пристроен 1837 году имел шесть световых проёмов, два из которых, с западной стороны, в 1988 году были перекрыты фресками «Покров Пресвятой Богородицы» и «Рождество Пресвятой Богородицы». Церковь была расписана в 1827 году, но эта темперная роспись погибла в пожаре 1941 года. В 1986—1988 годах стены вновь расписаны протосингеллом Варфоломеем (Флоря).

### Церковь Святых Иоакима и Анны
Зимняя церковь. Построена в 1946 году на месте сгоревшей в 1941 году. Длина внутри — 9 м, ширина по апсиде — 8м.

### Церковь Святой Феодоры из Сихлы

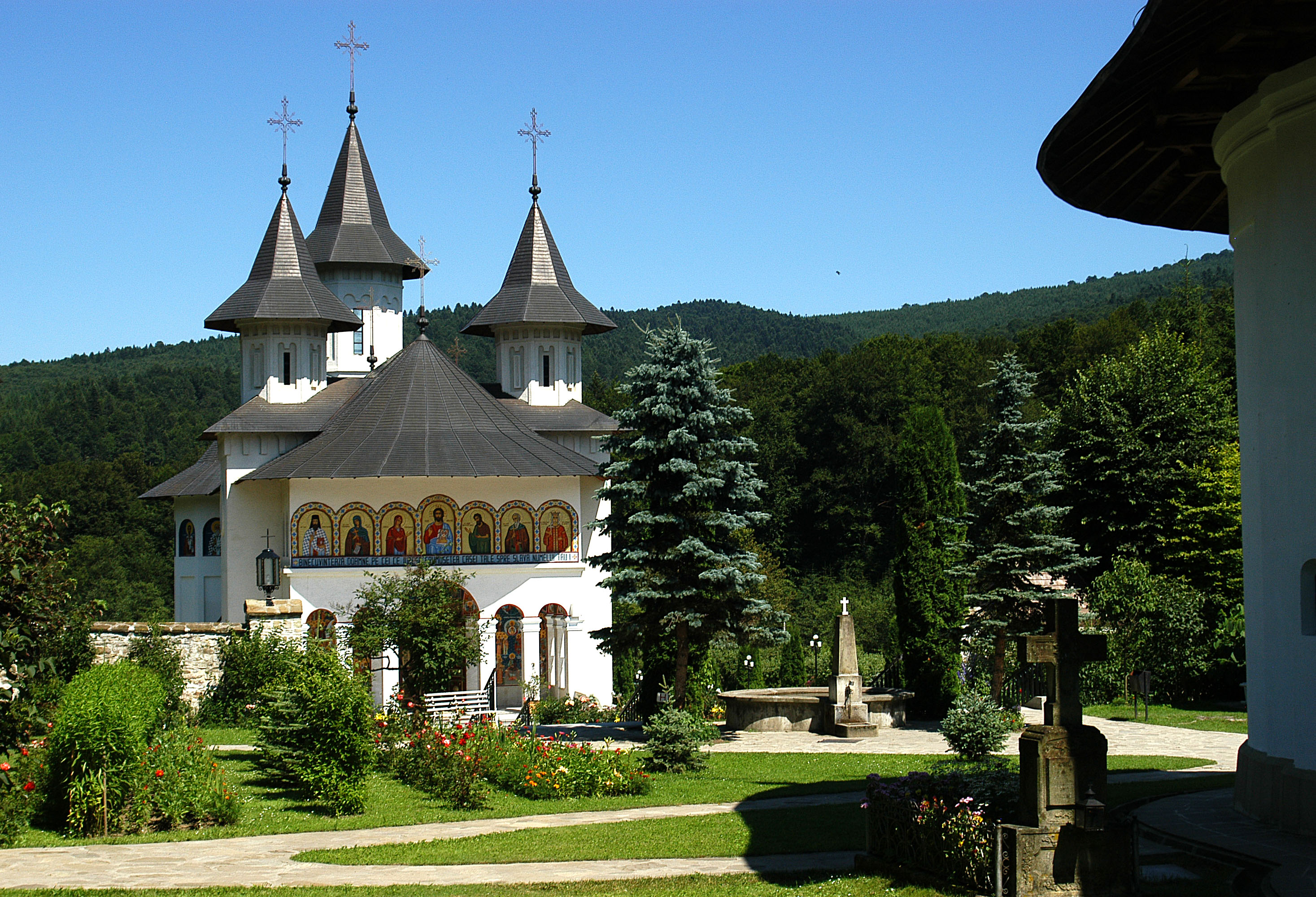

Новая большая церковь. Построена в 1999 году. Росписана до 2004 года братией монастыря под руководством церковного художника архимандрита Варфоломея (Флори). В плане — триконх. Длина снаружи — 42 м, ширина по апсидам — 22 м, высота с башней — 36 м.

### Церковь Воскресения Христова
Кладбищенская церковь. В 1987 году в монастырь была перенесена деревянная церковь из села Хлапешти коммуны Драгомирешти Нямецкого уезда. По причине ветхости, она была полностью перестроена в 1987—1999 годах с сохранением старой планировки. 7 августа 1999 года освящена в честь Воскресения Христова и святого евангелиста Иоанна Богослова.